# Gimpo
Gimpo (kor. 김포) ist eine Stadt in der südkoreanischen Provinz Gyeonggi-do.
Die Stadt liegt am Hangang in der Metropolregion Sudogwon und liegt nahe dem Flughafen Gimpo, der der zweitgrößte Verkehrsflughafen in Südkorea ist und zwar den Namen Gimpo trägt, aber im äußersten Westen der Hauptstadt Seoul liegt. Die Stadt ist mit dem Seoul Ring Expressway verbunden. Bürgermeister ist Yoo Young-rok (유영록).
Die erste geschichtliche Erwähnung Gimpos erfolgte 475 in der Epoche der Drei Reiche von Korea. Am 1. April 1998 wurde Gimpo auf den Status einer Stadt (-si) gehoben.

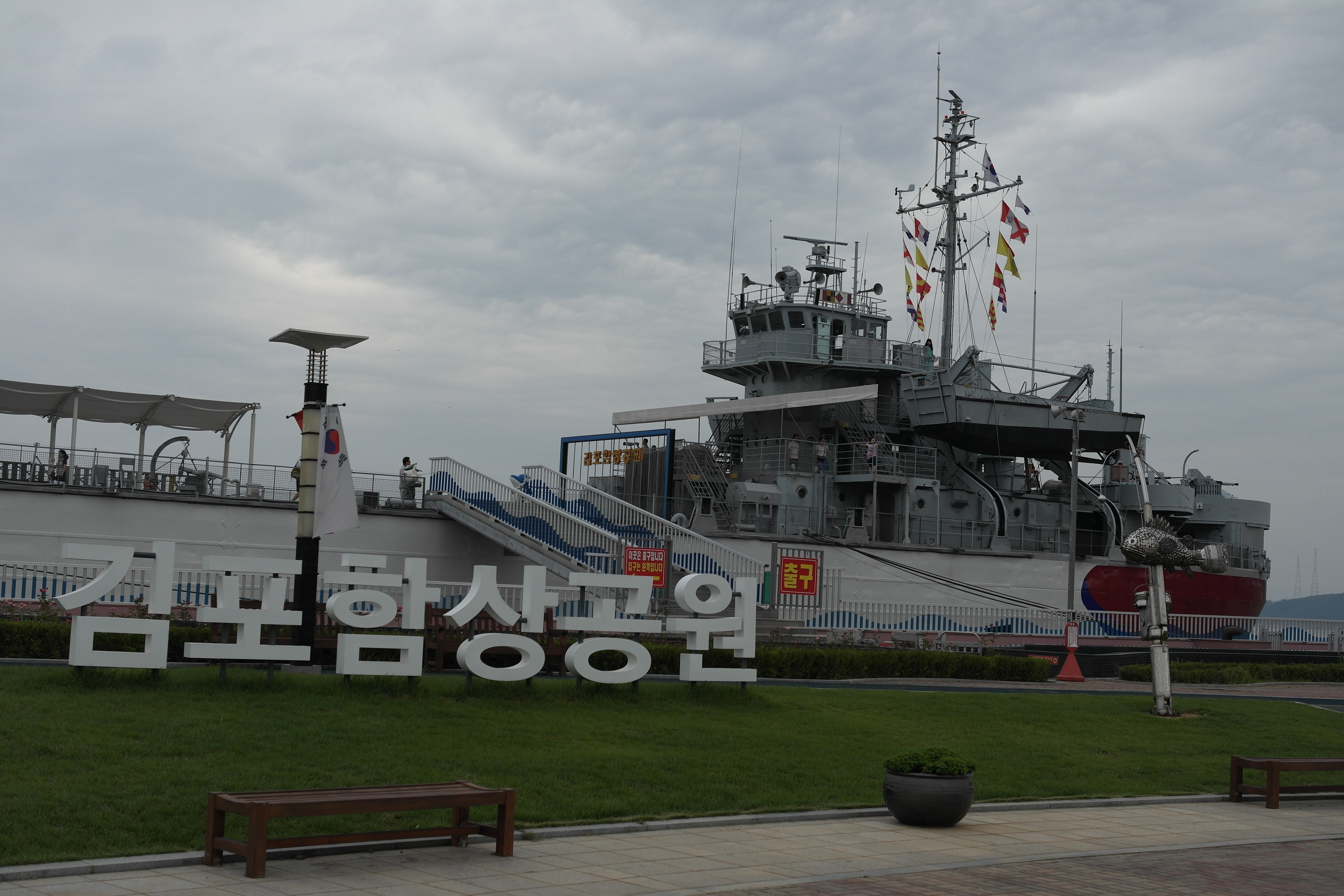
Gimpo Marine Park
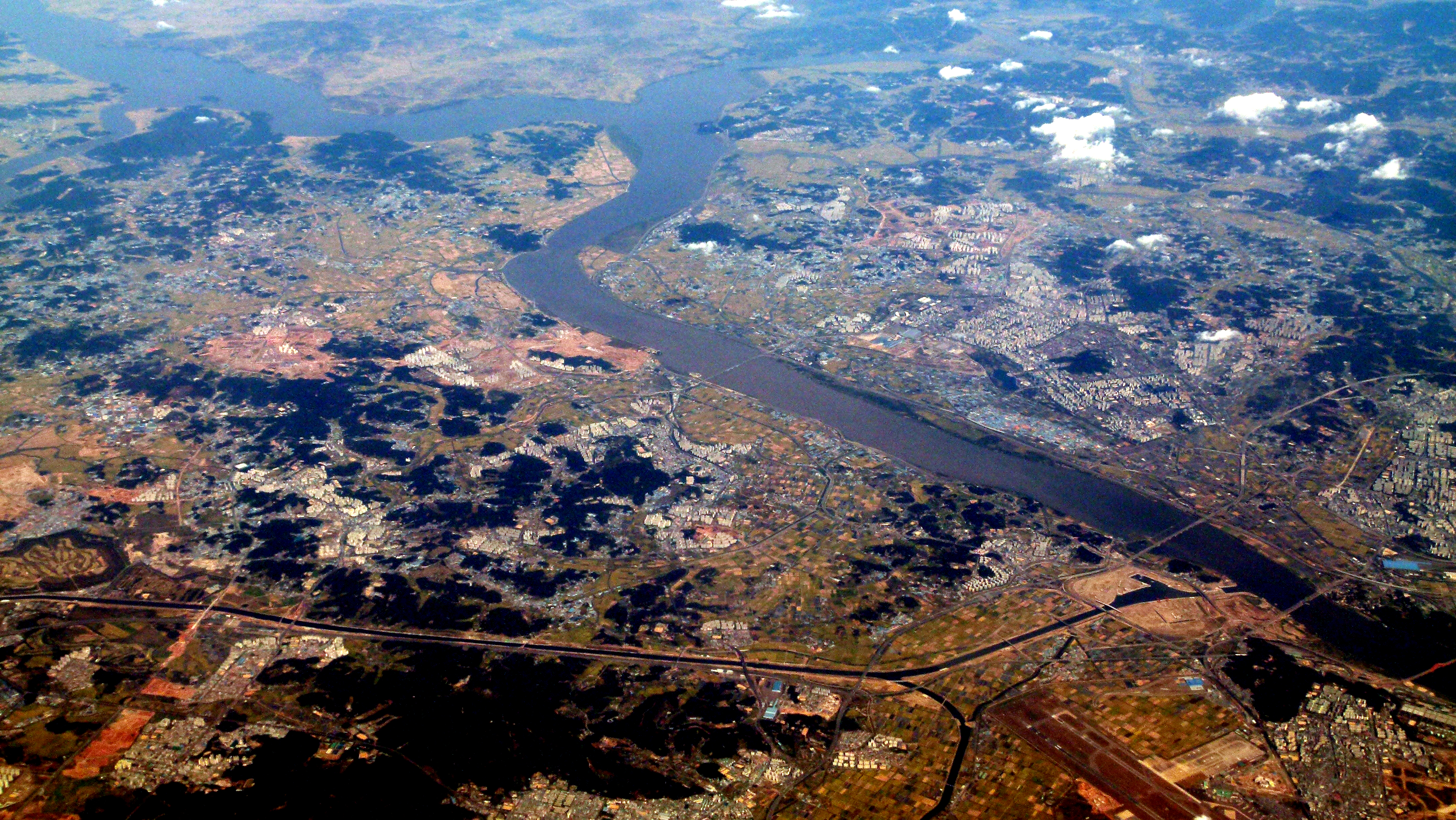
Der Hangang zwischen Gimpo und Goyang

## Städtepartnerschaft
- Xinmin, Volksrepublik China (1994)[4]

## Persönlichkeiten
- Lee Ho (* 1986), Fußballspieler
- Lee Know (* 1998), Sänger/Tänzer der Boygroup Stray Kids[5]